# 동물지리학
동물지리학(Zoogeography)은 동물 종의 지리적 분포 (현재 및 과거)와 관련된 생물지리학의 한 분야이다.
다면적인 연구 분야인 동물 지리학은 분자 생물학, 유전학, 형태학, 계통 발생학 및 지리 정보 시스템(GIS)의 방법을 통합하여 전 세계적으로 정의된 연구 지역 내에서 진화적 사건을 설명한다. 동물지리학의 아버지로 알려진 알프레드 러셀 월리스(Alfred Russel Wallace)가 제안한 바에 따르면, 계통발생적 친화성은 동물지리학적 지역 사이에서 정량화될 수 있으며, 이를 통해 유기체의 지리적 분포를 둘러싼 현상을 해명하고 분류군(taxa)의 진화적 관계를 설명할 수 있다.
분자생물학의 발전과 동물학 연구 내 진화론은 종분화 사건에 관한 의문을 풀었고 분류군 간의 계통발생적 관계를 확장했다. GIS와 계통발생학의 통합은 지도 제작 설계를 통해 진화적 기원을 전달하는 수단을 제공한다. 계통발생학과 GIS를 연계한 관련 연구는 남대서양, 지중해, 태평양 지역에서 수행되었다. 예를 들어 최근 DNA 바코드 코딩의 혁신으로 인해 안다만 해에 서식하는 두 종류의 해양 독어류인 양볼락과(scorpaenidae)와 참복과(tetraodontidae)의 계통발생학적 관계를 설명할 수 있게 되었다. 지중해와 파라테티스 지역의 지역에서 송사리(Aphanius 및 Aphanolebias)에 대한 화석 기록을 기반으로 지질학적 시간 척도로 표현된 종의 진화적 분기를 이해하려는 지속적인 노력은 중신세 동안 기후학적 영향을 드러냈다. 남대서양 해양 지역의 생산성과 유사한 지역의 유기체 분포, 저서성 다모류의 분류학적 관계 및 진화적 분지를 위한 틀을 제공하는 생태학적 및 지리적 데이터를 모두 제공한다.
현대 동물 지리학은 또한 GIS에 의존하여 육지와 바다에 있는 동물 종의 과거, 현재 및 미래 인구 역학에 대한 보다 정확한 이해와 예측 모델을 통합한다. GIS 기술의 활용을 통해 지형, 위도, 경도, 온도, 해수면과 같은 서식지의 무생물적 요인 간의 연결은 지질학적 시간에 따른 종 개체군의 분포를 설명하는 역할을 할 수 있다. 생태학적 수준에서 서식지 형성과 유기체의 이동 패턴의 상관관계를 이해하면 불리한 환경 조건에서 생존하기 위해 물리적 지리적 격리 또는 새로운 레퓨지아 통합으로 인해 발생할 수 있는 종분화 사건을 설명할 수 있다.

## 같이 보기
- 동물상
- 동물
- 동물학